# リズムギター

パワーコードの例

リズムギター (英: Rhythm guitar) は、楽曲のリズムに沿う形で演奏するギタリスト及びその役割。サイドギター (英: Side guitar)（和製英語） 、バッキングギター (英: Backing guitar) 、セカンドギターと称されることもある。

## 主な役割

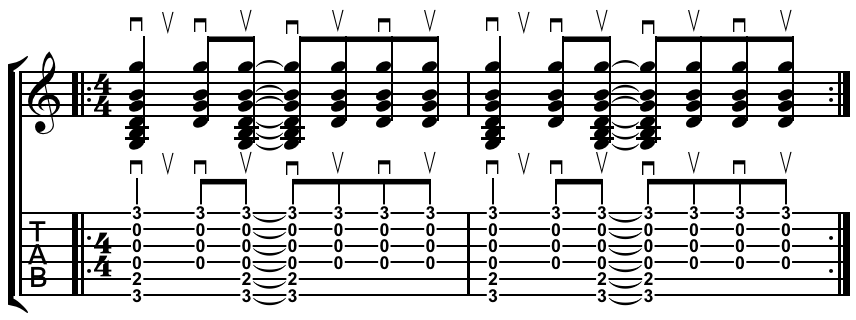
ストロークの例

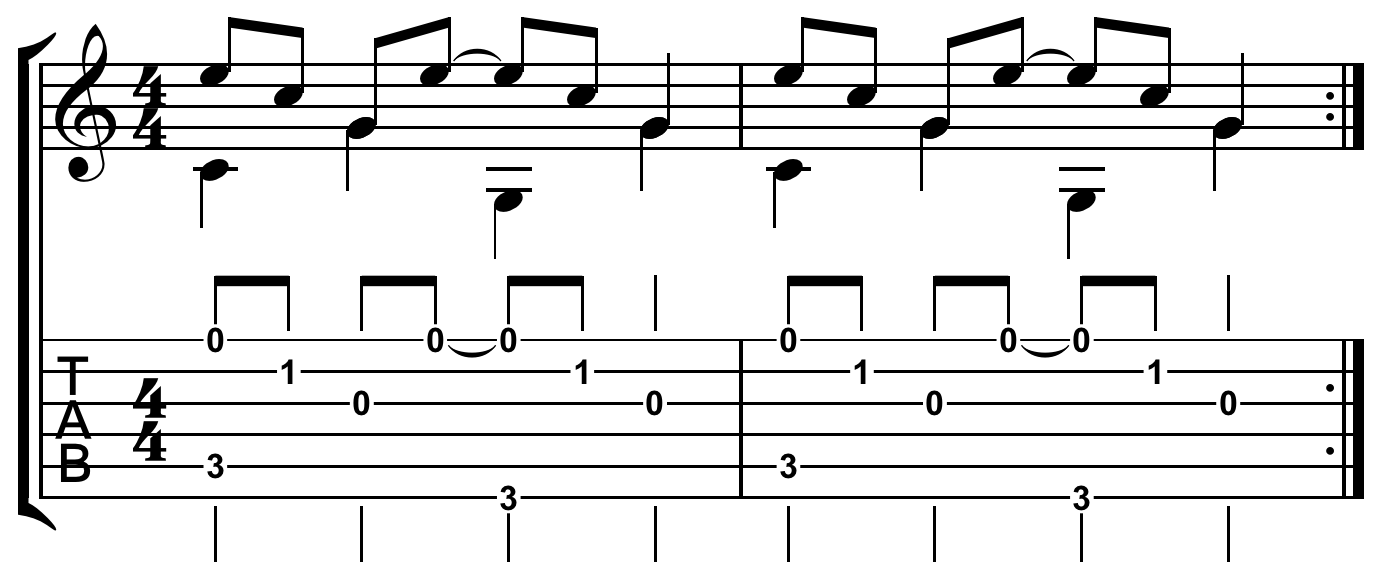
アルペジオ（指弾き）の例

概ね、楽曲には中心となるリズムパターンがあり、そのリズムに沿う形で演奏し、ドラマーやベーシストと共に楽曲を支える役割を担う。ストロークやカッティング、パワーコード弾き等による奏法が主体となるが、楽曲中の全編に渡って演奏すると限ったものではなく、楽曲のテンションを下げる場合は全音符のコード弾きやアルペジオ、オブリガート等の控えめな演奏をする、または演奏せずに小休止することも多い。
バンド内にギタリストが2名以上いる場合は、リードギター奏者等と連携して演奏することも多く、全く同じフレーズを演奏するユニゾンや、和声を分担して演奏（通称ハモる）することも多い。ギタリストが2名以上いながらギタリストがリードを取ることに重きを置かず、両名がリズムギターの役割を担うバンドも少なくない。

## 参考例
ロックのジャンルとしての細分化が進むに連れてリードギターとリズムギターがギタリスト単位ではっきりと役割分担されるとは限らなくなってきたが、1960年代に日本で流行したグループ・サウンズ等では、はっきりと役割分担される傾向が強かった。また、矢沢永吉の在籍していたバンド「キャロル」では、ジョニー大倉が、リズムギターのパートを担っていた。
1970年代のTCBバンド（エルヴィス・プレスリーのバックバンド）には、リズムギターが2人おり、エレクトリック・ギターをジョン・ウィルキンソン、アコースティック・ギターをチャーリー・ホッジが演奏している。
ビートルズの初期の楽曲では、主にジョン・レノンがリズムギターを担当。中期以降は楽曲の多様化もあり、役割分担がはっきりとしたものではなくなっていき、ジョージ・ハリスンがリズムギターを担当することも多かった。ポール・マッカートニーはスチュワート・サトクリフがベースを担当していた頃はサイドギターを担当していた。
ローリング・ストーンズは、初期においてブライアン・ジョーンズ、キース・リチャーズといった2名のギタリスト共に曲のタイプに合わせて役割分担していた。ブライアン脱退後に加入したミック・テイラーが主にリードギターに専念していた際には、キースがリズムギターを担当することが多かった。